# Reg Armstrong
Reginald Armstrong, detto Reg (Liverpool, 1º settembre 1928 – Brighton, 24 novembre 1979), è stato un pilota motociclistico irlandese.

## Carriera
Nato a Liverpool, ma cresciuto a Dublino, ha debuttato nel motociclismo nel 1946 ancora minorenne. Inizia a gareggiare con una Norton Manx sui circuiti stradali nord irlandesi: arriva quinto alla sua seconda gara, la Mid-Antrim 150 e si ritira alla successiva Skerries 100. Nello stesso anno cerca anche di partecipare al Manx Grand Prix, ma la sua iscrizione viene rifiutata dato che avrebbe compiuto 18 anni solo il giorno della gara. Si ripresenta però l'anno seguente arrivando in quarta posizione nella categoria Lightweight.
Di nuovo quarto nel 1948, questa volta nella categoria Senior. Nello stesso anno partecipa anche alla Cookstown 100 (facendo segnare il giro più veloce) e viene invitato dalla AJS a provare la Porcupine 500, moto che l'irlandese guiderà l'anno successivo nel Motomondiale dopo essere stato messo sotto contratto dalla casa inglese.
Chiude l'anno inaugurale del mondiale in seconda posizione dietro al rivale Freddie Frith su Velocette. Nel 1950 passa alla Velocette: è 5º in 350 e 16º nella 500. Nel '51 torna a correre con la AJS, ma con scarsi risultati. L'anno successivo passa alla Norton ed è uno dei migliori anni della sua carriera: arriva ancora secondo nella 350cc (con una vittoria e cinque podi) ed è terzo nella 500, categoria nella quale vince il GP di Germania e il mitico Tourist Trophy.
Nel 1953 è ancora una volta secondo, sia nella 500 che nella 250. Nella classe regina, nella quale corre su Gilera, è preceduto dal compagno di marca Geoffrey Duke. Nelle quarto di litro chiude la stagione dietro al tedesco Werner Haas, anche in questo caso suo compagno di marca, su NSU. Partecipa anche al GP dell'Ulster classe 125 (su NSU) chiudendo la gara in terza posizione. In questa stagione, l'irlandese è autore di 9 podi, ma di sole 2 vittorie tutte nella 250.
Anche gli ultimi tre anni della sua carriera sono ai massimi livelli: arriva rispettivamente quinto, secondo e di nuovo quinto nella 500, sempre correndo per l'italiana Gilera. Nel 1954 sale anche sul podio del Tourist Trophy con una NSU 250. L'ultima sua vittoria è al GP di Germania del 1956, anno del suo addio al motomondiale.
Nel 1962 diventa team manager Honda, collaborazione che durerà per un paio di stagioni durante le quali la casa giapponese conquisterà 5 titoli iridati. Allontanatosi dal mondo delle due ruote, inizia una breve carriera nell'automobilismo ma con scarso successo. Muore in un incidente stradale a bordo della sua auto il 24 novembre 1979, a soli 51 anni.

## Risultati nel motomondiale

### Classe 125
| 1953 | Classe | Moto |  |   |    |   |    |   |    |   |   | Punti | Pos. |
| ---- | ------ | ---- |  | - | -- | - | -- | - | -- | - | - | ----- | ---- |
| 1953 | 125    | NSU  |  | - | NE | - | NE | 3 | NE | - | - | 4     | 9º   |

| Legenda | 1º posto        | 2º posto            | 3º posto            | A punti      | Senza punti        | Grassetto – Pole position Corsivo – Giro più veloce |
| Legenda | Gara non valida | Non qual./Non part. | Ritirato/Non class. | Squalificato | '-' Dato non disp. | Grassetto – Pole position Corsivo – Giro più veloce |

### Classe 250
| 1953 | Classe | Moto |  |   |    |   |    |   |   |   |   | Punti | Pos. |
| ---- | ------ | ---- |  | - | -- | - | -- | - | - | - | - | ----- | ---- |
| 1953 | 250    | NSU  |  | 3 | NE | - | NE | 1 | 1 | 4 | - | 23    | 2º   |

| 1954 | Classe | Moto |   |   |   |    |   |   |   |   |    | Punti | Pos. |
| ---- | ------ | ---- | - | - | - | -- | - | - | - | - | -- | ----- | ---- |
| 1954 | 250    | NSU  | - | 3 | - | NE | - | - | - | - | NE | 4     | 9º   |

| Legenda | 1º posto        | 2º posto            | 3º posto            | A punti      | Senza punti        | Grassetto – Pole position Corsivo – Giro più veloce |
| Legenda | Gara non valida | Non qual./Non part. | Ritirato/Non class. | Squalificato | '-' Dato non disp. | Grassetto – Pole position Corsivo – Giro più veloce |

### Classe 350
| 1949 | Classe | Moto |   |   |   |   |   |    |  |  | Punti | Pos. |
| ---- | ------ | ---- | - | - | - | - | - | -- |  |  | ----- | ---- |
| 1949 | 350    | AJS  | 5 | 4 | - | 6 | 3 | NE |  |  | 18    | 2º   |

| 1950 | Classe | Moto      |     |   |   |   |   |   |  |  | Punti | Pos. |
| ---- | ------ | --------- | --- | - | - | - | - | - |  |  | ----- | ---- |
| 1950 | 350    | Velocette | Rit | - | 5 | 4 | 2 | 7 |  |  | 11    | 5º   |

| 1951 | Classe | Moto |   |   |    |   |   |   |   |   | Punti | Pos. |
| ---- | ------ | ---- | - | - | -- | - | - | - | - | - | ----- | ---- |
| 1951 | 350    | AJS  | - | 3 | 23 | - | - | 5 | 4 | 5 | 11    | 7º   |

| 1952 | Classe | Moto   |   |   |   |   |   |   |   |    | Punti | Pos. |
| ---- | ------ | ------ | - | - | - | - | - | - | - | -- | ----- | ---- |
| 1952 | 350    | Norton | 3 | 2 | 4 | 3 | 1 | 2 | - | NE | 24    | 2º   |

| Legenda | 1º posto        | 2º posto            | 3º posto            | A punti      | Senza punti        | Grassetto – Pole position Corsivo – Giro più veloce |
| Legenda | Gara non valida | Non qual./Non part. | Ritirato/Non class. | Squalificato | '-' Dato non disp. | Grassetto – Pole position Corsivo – Giro più veloce |

### Classe 500
| 1949 | Classe | Moto |   |  |  |  |  |   |  |  |  | Punti | Pos. |
| ---- | ------ | ---- | - |  |  |  |  | - |  |  |  | ----- | ---- |
| 1949 | 500    | AJS  | 7 |  |  |  |  | 6 |  |  |  | 0     |      |

| 1950 | Classe | Moto      |   |   |   |   |  |     |  |  |  | Punti | Pos. |
| ---- | ------ | --------- | - | - | - | - |  | --- |  |  |  | ----- | ---- |
| 1950 | 500    | Velocette | 6 | 8 | 9 | 8 |  | Rit |  |  |  | 1     | 16º  |

| 1951 | Classe | Moto |  |   |     |   |  |     |     |    |  | Punti | Pos. |
| ---- | ------ | ---- |  | - | --- | - |  | --- | --- | -- |  | ----- | ---- |
| 1951 | 500    | AJS  |  | 2 | Rit | 4 |  | Rit | Rit | 10 |  | 9     | 6º   |

| 1952 | Classe | Moto   |     |   |   |     |   |     |   |   |  | Punti | Pos. |
| ---- | ------ | ------ | --- | - | - | --- | - | --- | - | - |  | ----- | ---- |
| 1952 | 500    | Norton | Rit | 1 | 4 | Rit | 1 | Rit | 6 | 5 |  | 22    | 3º   |

| 1953 | Classe | Moto   |   |   |   |    |   |   |   |   |     | Punti | Pos. |
| ---- | ------ | ------ | - | - | - | -- | - | - | - | - | --- | ----- | ---- |
| 1953 | 500    | Gilera | 3 | 2 | 3 | NE | 2 | 4 | 3 | 4 | Rit | 24    | 2º   |

| 1954 | Classe | Moto   |     |   |    |     |     |   |   |   |  | Punti | Pos. |
| ---- | ------ | ------ | --- | - | -- | --- | --- | - | - | - |  | ----- | ---- |
| 1954 | 500    | Gilera | Rit | 4 | AN | Rit | Rit | 3 | 3 | 5 |  | 13    | 5º   |

| 1955 | Classe | Moto   |   |   |   |     |     |   |  |   |  | Punti | Pos. |
| ---- | ------ | ------ | - | - | - | --- | --- | - |  | - |  | ----- | ---- |
| 1955 | 500    | Gilera | 1 | 3 | 2 | Rit | Rit | 2 |  | 2 |  | 30    | 2º   |

| 1956 | Classe | Moto   |  |  |     |   |     |   |  |  |  | Punti | Pos. |
| ---- | ------ | ------ |  |  | --- | - | --- | - |  |  |  | ----- | ---- |
| 1956 | 500    | Gilera |  |  | Rit | 1 | Rit | 4 |  |  |  | 11    | 5º   |

| Legenda | 1º posto        | 2º posto            | 3º posto            | A punti      | Senza punti        | Grassetto – Pole position Corsivo – Giro più veloce |
| Legenda | Gara non valida | Non qual./Non part. | Ritirato/Non class. | Squalificato | '-' Dato non disp. | Grassetto – Pole position Corsivo – Giro più veloce |